# Lei (profeta)
All'interno del mormonismo, Lei (in inglese: Lehi) è ritenuto un profeta ebraico, la cui storia è narrata nel libro di Mormon.
Secondo tale libro sacro, Lei è un discendente di Giuseppe e il primo profeta dei nefiti, di un gruppo di famiglie ebraiche furono guidate per comando del Signore fino a sbarcare nelle Americhe in una data che corrisponderebbe al 600 a.C. circa. Prima di morire profetizzò al proprio popolo la futura venuta di Cristo.

## Libro di Lei
Lehi, primo profeta, fu anche il primo cronista dell'epopea del suo popolo, e scrisse degli annali che furono poi riassunti e assemblati ad altre opere sacre dal profeta Mormon nel libro di Mormon.
Suo figlio, il profeta Moroni, nel 421 d.C. lo nascose, affinché nessuno indegno lo trovasse.
Secondo il mormonismo, nel 1823 Joseph Smith avrebbe trovato, guidato dall'angelo Moroni, delle tavole d'oro dalle quali iniziò a tradurre delle parti, in particolare il "libro di Lehi". Quando furono pronte "centosedici pagine manoscritte dalla traduzione di questo libro" per una fatalità queste andarono perdute.
Smith non ritradusse più il libro di Lehi, ma altre storie che ora formano i primi sei libri del libro di Mormon come è oggi presentato.